# 万寿兴隆寺
万寿兴隆寺是清代故宫外八庙之一，在今北京市西城区北长街路西，邻近紫禁城西华门，与福佑寺隔街相对。

## 历史
庙址原为明朝的兵仗局佛堂，清朝康熙二十年（1681年）、康熙二十八年（1689年）两度重修。康熙三十九年（1700年）奉敕改名“万寿兴隆寺”。今山门所嵌之“万寿兴隆寺”石额即康熙帝御笔题写。旧时该寺还承办停灵、办丧事，寄存“寿材”等业务。中华人民共和国成立后，寺庙曾作为老年太监的集中居所。现已成为居民大院。

## 建筑
寺庙坐西向东，规模颇大，西起中南海，北到庆丰司，南临后宅胡同。内有东向殿二进，南向殿四进，加上各殿的配殿，共有舍房二百余间。山门面阔三间，雕龙石额书“万寿兴隆寺”。东向前殿三间，外额书“显灵尘世”，殿中额书“摩利支天”；后殿三间，额题“兴隆寺”，皆为康熙帝御笔。南向一、二层殿各三间，三、四层殿各五间。各殿均为硬山式筒瓦顶。
寺中原有米汉雯题写之《重修碑记》、康熙三十三年《兴隆寺碑》、清乾隆二十六年《万寿兴隆寺养老义会碑》、乾隆三十二年《献花会题名碑》、乾隆四十八年《养老义会题名碑》以及其他清朝碑刻多件。
由于寺庙早已成为民居，原有匾额、碑刻多已不存，唯基本格局犹在。